# ایوان فرانگولیان
ایوان سمیونی فرانگولیان (ارمنی: Իվան Սեմյոնի Ֆրանգուլյան؛  زادهٔ ۱۸۸۷ - درگذشته ۱۹۷۱) استاد، سیاستمدار و انقلابی اهل ارمنستان بود.

## زندگی‌نامه
وی در ۱۸۸۷ در تفلیس به دنیا آمد . همچنین برندهٔ جوایزی همچون نشان لنین، نشان پرچم سرخ کار، نشان ستاره سرخ، نشان برجسته افتخار شده است. وی در ۱۹۷۱ در سن ۸۴ سالگی در تفلیس درگذشت.

## یادداشت
1. ↑  Deputy of the Supreme Council of the Georgian SSR of the 2nd convocation
2. ↑  բժշկական գիտությունների դոկտոր